# Murdannia acutifolia
Murdannia acutifolia là một loài thực vật có hoa trong họ Commelinaceae. Loài này được (Lauterb. & K.Schum.) Faden mô tả khoa học đầu tiên năm 1991.